# Шагалиев, Рашит Мирзагалиевич
Рашит Мирзагалиевич Шагалиев (род. 29 сентября 1950) — российский учёный в области вычислительной математики, доктор физико-математических наук, заслуженный деятель науки РФ, лауреат Государственной премии РФ и премии Правительства РФ. Член-корреспондент РАН с 2022 года.

## Биография
В 1972 году окончил механико-математический факультет Казанского государственного университета.
Вся трудовая деятельность связана с РФЯЦ-ВНИИЭФ (Российский федеральный ядерный центр -Всероссийский научно-исследовательский институт экспериментальной физики), где последовательно занимал ряд научных и руководящих должностей.
С 2000 года — первый заместитель директора Института теоретической и математической физики (ИТМФ) РФЯЦ-ВНИИЭФ, начальник математического отделения.
Основные направления научной работы:
- создание физико-математических моделей и математических методов, прикладного программного обеспечения имитационного моделирования на суперкомпьютерах,
- проектирование и разработка вычислительных систем,
- создание высокоскоростных вычислительных сетей удаленного доступа, включая защищенные.

Руководитель и непосредственный участник разработки численных методов и крупных комплексов программ, которые широко используются в расчётно-теоретических работах.
Доктор физико-математических наук.
Лауреат Государственной премии РФ и премии Правительства РФ (за 2001 г. — за разработку методов и проведение экспериментальных исследований горячей и плотной плазмы на лазерной установке «Искра-5»). Заслуженный деятель науки РФ (1996). Награждён орденом Почёта (2005) и медалью ордена «За заслуги перед Отечеством» I степени (2024).

## Основные работы
- Козелков А. С., Шагалиев Р. М., Дмитриев С. М., Куркин А. А., Волков К. Н., Дерюгин Ю. Н., Емельянов В. Н., Пелиновский Е. Н., Легчанов М. А. Математические модели и алгоритмы для численного моделирования задач гидродинамики и аэродинамики : учебное пособие. Нижний Новгород, 2014. 164 с.
- Погосян М. А., Савельевских Е. П., Стрелец Д. Ю., Корнев А. В., Шагалиев Р. М., Козелков А. С. Внедрение суперкомпьютерных технологий в авиастроение России // Авиационная промышленность. 2013. № 2. С. 1.
- Погосян М. А., Савельевских Е. П., Стрелец Д. Ю., Корнев А. В., Шагалиев Р. М., Козелков А. С. Использование отечественных суперкомпьютерных технологий при проектировании новых образцов авиационной техники // Авиационная промышленность. 2013. № 3. С. 3-7.
- Глинский М. Л., Куваев А. А., Власов С. Е., Шагалиев Р. М., Дерюгин Ю. Н., Горев И. В. Программный комплекс «нимфа»: перспективы развития // Разведка и охрана недр. 2013. № 10. С. 48-51.
- Алексеев А. В., Беляков И. М., Бочков А. И., Евдокимов В. В., Ириничев Е. А., Морозов В. Ю., Москвин А. Н., Нуждин А. А., Пепеляев М. П., Резчиков В. Ю., Сучкова В. В., Шагалиев Р. М., Шарифуллин Э. Ш., Шемякина Т. В., Шумилин В. В. Методика САТУРН-2005. Математические модели, алгоритмы и программы решения многомерных задач переноса частиц и энергии // Вопросы атомной науки и техники. Серия: Математическое моделирование физических процессов. 2013. Т. 4. С. 17-30.
- Погосян М. А., Савельевских Е. П., Шагалиев Р. М., Козелков А. С., Стрелец Д. Ю., Рябов А. А., Корнев А. В., Дерюгин Ю. Н., Спиридонов В. Ф., Циберев К. В. Применение отечественных суперкомпьютерных технологий для создания перспективных образцов авиационной техники // Вопросы атомной науки и техники. Серия: Математическое моделирование физических процессов. 2013. № 2. С. 3-18.
- Рыбкин А. С., Агапова Т. А., Крючков И. А., Логвин Ю. В., Ломтев А. Г., Шагалиев Р. М., Южаков В. В. Специализированные компактные высокопроизводительные вычислительные системы: Параллельные вычислительные технологии (ПаВТ’2012) : труды международной научной конференции / Ответственные за выпуск Л. Б. Соколинский, К. С. Пан. 2012. С. 739.
- Алексеев А. В., Евдокимов В. В., Шагалиев Р. М. Методика численного решения нестационарного трехмерного уравнения переноса частиц в комплексе Сатурн // Вопросы атомной науки и техники. Серия: Математическое моделирование физических процессов. 1993. № 3. С. 3.